# ملفين ستيوارت
ملفين ستيوارت (بالإنجليزية: Melvin Stewart) هو سباح أمريكي، ولد في 16 نوفمبر 1968 في غاستونيا في الولايات المتحدة.

## روابط خارجية
- ملفين ستيوارت على موقع الاتحاد الدولي للسباحة (الإنجليزية)
- ملفين ستيوارت على موقع قاعة مشاهير السباحة العالمية (الإنجليزية)
- ملفين ستيوارت على موقع اللجنة الأولمبية الدولية (الإنجليزية)
- ملفين ستيوارت على موقع أوليمبيديا (الإنجليزية)